# مت واینبرگ
مت واینبرگ (انگلیسی: Matt Weinberg؛ زادهٔ ۱۳ ژوئیهٔ ۱۹۹۰) یک هنرپیشه اهل ایالات متحده آمریکا است.
از فیلم‌ها یا برنامه‌های تلویزیونی که وی در آن نقش داشته است می‌توان به  دختران داغ اشاره کرد.